# 곽진서
곽진서(1979년 2월 3일 ~ )는 대한민국의 축구 선수이다.